# Jan Béreš
Jan Béreš (1952 Cheb – 2018), také označován jako chebský Palach, byl muž, jenž se pokusil o sebeupálení na chebském náměstí Krále Jiřího z Poděbrad. V kontextu tehdejší doby byl Béreš pochodní číslo tři (z celkových 27). Polil se hořlavinou a zapálil 26. ledna 1969, den po pohřbu Jana Palacha, kterého se mladík účastnil. Při tomto pokusu byl uhašen náhodným kolemjdoucím, následně byl převezen do nemocnice, kde byl jeho stav prohlášen za vážný. Utrpěl těžká popálení na 50% horní části těla, i přesto ale přežil a zemřel až v roce 2018 na následky rakoviny. Před tímto pokusem po vzoru Palacha napsal čtyři dopisy, v dopisech se hlásil k Palachově odkazu a formuloval řadu politických požadavků. Jeho čin poté zcela zapadl a poprvé byly tyto okolnosti zpracovány až v roce 2009. Zpráva v týdeníku Hraničář přisuzuje jeho pokus psychickým problémům, protože Béreš pocházel z neklidných rodinných poměrů a byl „těžce zvladatelným“ jak ho označili ve škole, kde již předtím měl údajně vyhrožovat sebevraždou. Nyní ale nelze posoudit, zda se jednalo o čin psychicky nemocného člověka, nebo jestli šlo opravdu o následovníka odkazu Jana Palacha, který chtěl přispět k aktivnímu odporu proti stále sílící diktatuře.
Po vzoru Palacha napsal čtyři dopisy, první adresoval rodině. zbylé Československé televizi, prezidentu republiky Ludvíku Svobodovi a řediteli učňovské školy. V dopisech se hlásil k Palachově odkazu a formuloval řadu politických požadavků.